# Scundu (gmina)
Scundu – gmina w Rumunii, w okręgu Vâlcea. Obejmuje miejscowości Avrămești, Blejani, Crângu i Scundu. W 2011 roku liczyła 1861 mieszkańców.